# Småholmarna (vid Danskarby, Kyrkslätt)
Småholmarna är öar i Finland. De ligger i Finska viken och i kommunen Kyrkslätt i landskapet Nyland, i den södra delen av landet. Öarna ligger omkring 18 kilometer väster om Helsingfors.
Arean för den av öarna koordinaterna pekar på är 4,8 hektar och dess största längd är 0,5 kilometer i sydväst-nordöstlig riktning.